# Linda Grubben
Linda Grubben z d. Tjørhom (ur. 13 września 1979 w Stavanger) – norweska biathlonistka, srebrna medalistka olimpijska i wielokrotna medalistka mistrzostw świata.

## Kariera
Pierwszy sukces w karierze osiągnęła w 1997 roku, startując na mistrzostwach świata juniorów w Forni Avoltri. Wraz z koleżankami z reprezentacji zdobyła tam złoty medal w sztafecie. Podczas rozgrywanych rok później mistrzostw świata juniorów w Valcartier była druga w sprincie i sztafecie. Ponadto na mistrzostwach świata juniorów w Pokljuce zdobyła srebrne medale w sprincie i biegu pościgowym oraz brązowy w biegu indywidualnym.
W Pucharze Świata zadebiutowała 12 lutego 2000 roku w Östersund, zajmując 27. miejsce w sprincie. Pierwsze punkty (w sezonach 1984/1985-1999/2000 punktowało 25. najlepszych zawodniczek) wywalczyła 22 lutego 2000 roku w Oslo, kiedy zajęła 14. miejsce w biegu indywidualnym. Pierwszy raz na podium zawodów pucharowych stanęła 27 stycznia 2002 roku w Anterselvie, kończąc rywalizację w biegu pościgowym na trzeciej pozycji. Wyprzedziły ją tylko rodaczki: Liv Grete Poirée i Gunn Margit Andreassen. W kolejnych startach jeszcze 21 razy stawała na podium, odnosząc przy tym osiem zwycięstw: 13 grudnia 2002 roku w Östersund, 8 stycznia 2005 roku w Oberhofie i 9 marca 2006 roku w Pokljuce była najlepsza w sprincie, 25 stycznia 2004 roku w Anterselvie i 26 marca 2006 roku w Oslo wygrała biegi masowe, 3 grudnia 2006 roku w Östersund i 7 stycznia 2007 roku w Oberhofie wygrała biegi pościgowe, a 7 lutego 2007 roku w Anterselvie triumfowała w biegu indywidualnym. Najlepsze wyniki osiągnęła w sezonie 2002/2003, kiedy była szósta w klasyfikacji generalnej. Ponadto w sezonie 2002/2003 zwyciężyła w klasyfikacji biegu indywidualnego.
Podczas mistrzostw świata w Oberhofie w 2004 roku razem z Gro Marit Istad-Kristiansen, Gunn Margit Andreassen i 
Liv Grete Poirée zdobyła złoty medal w sztafecie. Na rozgrywanych rok później mistrzostwach świata w Hochfilzen wywalczyła brązowy medal w biegu indywidualnym ulegając tylko Niemce Andrei Henkel i Chince Sun Ribo. Następnie razem z Halvardem Hanevoldem, Torą Berger i Ole Einarem Bjørndalenem zdobyła srebrny medal w sztafecie podczas mistrzostw świata w Pokljuce w 2006 roku.
Najwięcej medali zdobyła na mistrzostwach świata w Anterselvie w 2007 roku, gdzie trzykrotnie stawała na podium. Najpierw zajęła drugie miejsce w biegu pościgowym, rozdzielając Niemkę Magdalenę Neuner i Annę Carin Zidek ze Szwecji. Następnie zwyciężyła w biegu indywidualnym, zostając pierwszą od 29 lat norweską mistrzynią świata w tej konkurencji. Pozostałe miejsca na podium zajęły Francuzka Florence Baverel-Robert i Martina Glagow z Niemiec. Cztery dni później wspólnie z Torą Berger, Ann Kristin Flatland i Jori Mørkve zajęła trzecie miejsce w sztafecie.
W 2002 roku wystartowała na igrzyskach olimpijskich w Salt Lake City, zajmując 39. miejsce w biegu indywidualnym. W sztafecie, razem z Ann-Elen Skjelbreid, Gunn Margit Andreassen i Liv Grete Poirée wywalczyła srebrny medal w sztafecie. Brała też udział w igrzyskach w Turynie w 2006 roku, gdzie zajęła między innymi 14. miejsce w biegu masowym, 15. w biegu pościgowym i piąte w sztafecie.
Latem 2006 wyszła za mąż za norweskiego trenera biathlonu Rogera Grubbena.

## Osiągnięcia

### Igrzyska olimpijskie
| Rok  | Miejscowość    | Konkurencje | Konkurencje | Konkurencje | Konkurencje | Konkurencje | Konkurencje | Konkurencje |
| Rok  | Miejscowość    | IN          | SP          | PU          | MS          | RL          | MR          | SR          |
| ---- | -------------- | ----------- | ----------- | ----------- | ----------- | ----------- | ----------- | ----------- |
| 2002 | Salt Lake City | 39.         | –           | –           | nd.         | 2.          | nd.         | –           |
| 2006 | Turyn          | 50.         | 19.         | 15.         | 14.         | 5.          | nd.         | –           |

### Mistrzostwa świata
| Rok  | Miejscowość | Konkurencje | Konkurencje | Konkurencje | Konkurencje | Konkurencje | Konkurencje | Konkurencje |
| Rok  | Miejscowość | IN          | SP          | PU          | MS          | RL          | MR          | SR          |
| ---- | ----------- | ----------- | ----------- | ----------- | ----------- | ----------- | ----------- | ----------- |
| 2000 | Oslo/Lahti  | 14.         | –           | –           | –           | –           | nd.         | –           |
| 2001 | Pokljuka    | 40.         | –           | –           | –           | –           | nd.         | –           |
| 2002 | Oslo        | nd.         | nd.         | nd.         | 25.         | nd.         | nd.         | –           |
| 2004 | Oberhof     | –           | 32.         | 28.         | –           | 1.          | nd.         | –           |
| 2005 | Hochfilzen  | 3.          | 19.         | 14.         | 12.         | 5.          | nd.         | –           |
| 2006 | Pokljuka    | nd.         | nd.         | nd.         | nd.         | nd.         | 2.          | –           |
| 2007 | Anterselva  | 1.          | 18.         | 2.          | 6.          | 3.          | –           | –           |

### Mistrzostwa świata juniorów
| Rok  | Miejscowość   | Konkurencje | Konkurencje | Konkurencje | Konkurencje | Konkurencje | Konkurencje | Konkurencje |
| Rok  | Miejscowość   | IN          | SP          | PU          | MS          | RL          | MR          | SR          |
| ---- | ------------- | ----------- | ----------- | ----------- | ----------- | ----------- | ----------- | ----------- |
| 1997 | Forni Avoltri | 10.         | 7.          | nd.         | nd.         | 1.          | nd.         | –           |
| 1998 | Valcartier    | 6.          | 2.          | nd.         | nd.         | 2.          | nd.         | –           |
| 1999 | Pokljuka      | 3.          | 2.          | 2.          | nd.         | 6.          | nd.         | –           |

### Puchar Świata

#### Miejsca w klasyfikacji generalnej
| Sezon     | Miejsce |
| --------- | ------- |
| 1999/2000 | 59.     |
| 2000/2001 | 29.     |
| 2001/2002 | 32.     |
| 2002/2003 | 18.     |
| 2003/2004 | 59.     |
| 2004/2005 | 9.      |
| 2005/2006 | 14.     |
| 2006/2007 | 6.      |

#### Miejsca na podium chronologicznie
| Lp. | Dzień       | Rok  | Miejscowość | Konkurencja                | Lokata | Pudła   | Czas biegu | Strata  | Zwycięzca          |
| --- | ----------- | ---- | ----------- | -------------------------- | ------ | ------- | ---------- | ------- | ------------------ |
| 1.  | 27 stycznia | 2002 | Anterselva  | Bieg pościgowy na 10 km    | 3.     | 1+2+0+0 | 35:08,7    | +2:14,7 | Liv Grete Poirée   |
| 2.  | 13 grudnia  | 2002 | Östersund   | Sprint na 7,5 km           | 1.     | 0+0     | 23:29,4    | –       | –                  |
| 3.  | 15 grudnia  | 2002 | Östersund   | Bieg pościgowy na 10 km    | 2.     | 0+0+1+1 | 32:20,4    | +50,1   | Katja Wüstenfeld   |
| 4.  | 23 stycznia | 2003 | Anterselva  | Bieg indywidualny na 15 km | 3.     | 0+0+1+0 | 43:37,6    | +34,9   | Ekaterina Dafowska |
| 5.  | 22 lutego   | 2003 | Östersund   | Bieg indywidualny na 15 km | 2.     | 0+0+0+1 | 50:01,3    | +20,6   | Olga Zajcewa       |
| 6.  | 23 lutego   | 2003 | Östersund   | Bieg pościgowy na 10 km    | 2.     | 0+0+1+1 | 33:04,9    | +12,7   | Ołena Zubryłowa    |
| 7.  | 25 stycznia | 2004 | Anterselva  | Bieg masowy na 12,5 km     | 1.     | 0+1+1+0 | 41:09,2    | –       | –                  |
| 8.  | 19 grudnia  | 2004 | Östersund   | Bieg masowy na 12,5 km     | 3.     | 0+0+1+1 | 38:49,0    | +17,4   | Liv Grete Poirée   |
| 9.  | 8 stycznia  | 2005 | Oberhof     | Sprint na 7,5 km           | 1.     | 0+0     | 24:33,2    | –       | –                  |
| 10. | 9 stycznia  | 2005 | Oberhof     | Bieg pościgowy na 10 km    | 3.     | 1+2+1+0 | 35:43,0    | +21,1   | Uschi Disl         |
| 11. | 16 stycznia | 2005 | Ruhpolding  | Bieg pościgowy na 10 km    | 3.     | 0+0+0+2 | 33:17,0    | +5,3    | Olga Miedwiedcewa  |
| 12. | 22 stycznia | 2005 | Anterselva  | Sprint na 7,5 km           | 3.     | 1+1     | 22:07,6    | +38,5   | Kati Wilhelm       |
| 13. | 8 marca     | 2005 | Hochfilzen  | Bieg indywidualny na 15 km | 3.     | 1+0+0+0 | 52:37,5    | +34,3   | Andrea Henkel      |
| 14. | 7 stycznia  | 2006 | Oberhof     | Sprint na 7,5 km           | 3.     | 0+0     | 23:45,9    | +54,7   | Kati Wilhelm       |
| 15. | 9 marca     | 2006 | Pokljuka    | Sprint na 7,5 km           | 1.     | 0+0     | 21:07,9    | –       | –                  |
| 16. | 26 marca    | 2006 | Oslo        | Bieg masowy na 12,5 km     | 1.     | 0+0+1+0 | 38:25,2    | –       | –                  |
| 17. | 3 grudnia   | 2006 | Östersund   | Bieg pościgowy na 10 km    | 1.     | 0+0+1+0 | 31:07,4    | –       | –                  |
| 18. | 9 grudnia   | 2006 | Hochfilzen  | Bieg pościgowy na 10 km    | 2.     | 0+0+1+0 | 32:29,2    | +37,4   | Andrea Henkel      |
| 19. | 7 stycznia  | 2007 | Oberhof     | Bieg pościgowy na 10 km    | 1.     | 0+0+2+0 | 35:33,7    | –       | –                  |
| 20. | 14 stycznia | 2007 | Ruhpolding  | Bieg masowy na 12,5 km     | 3.     | 0+0+0+1 | 44:32,0    | +37,3   | Anna Carin Zidek   |
| 21. | 4 lutego    | 2007 | Anterselva  | Bieg pościgowy na 10 km    | 2.     | 0+1+0+0 | 33:01,6    | +7,1    | Magdalena Neuner   |
| 22. | 7 lutego    | 2007 | Anterselva  | Bieg indywidualny na 15 km | 1.     | 0+0+0+0 | 46:24,3    | –       | –                  |